# 1409

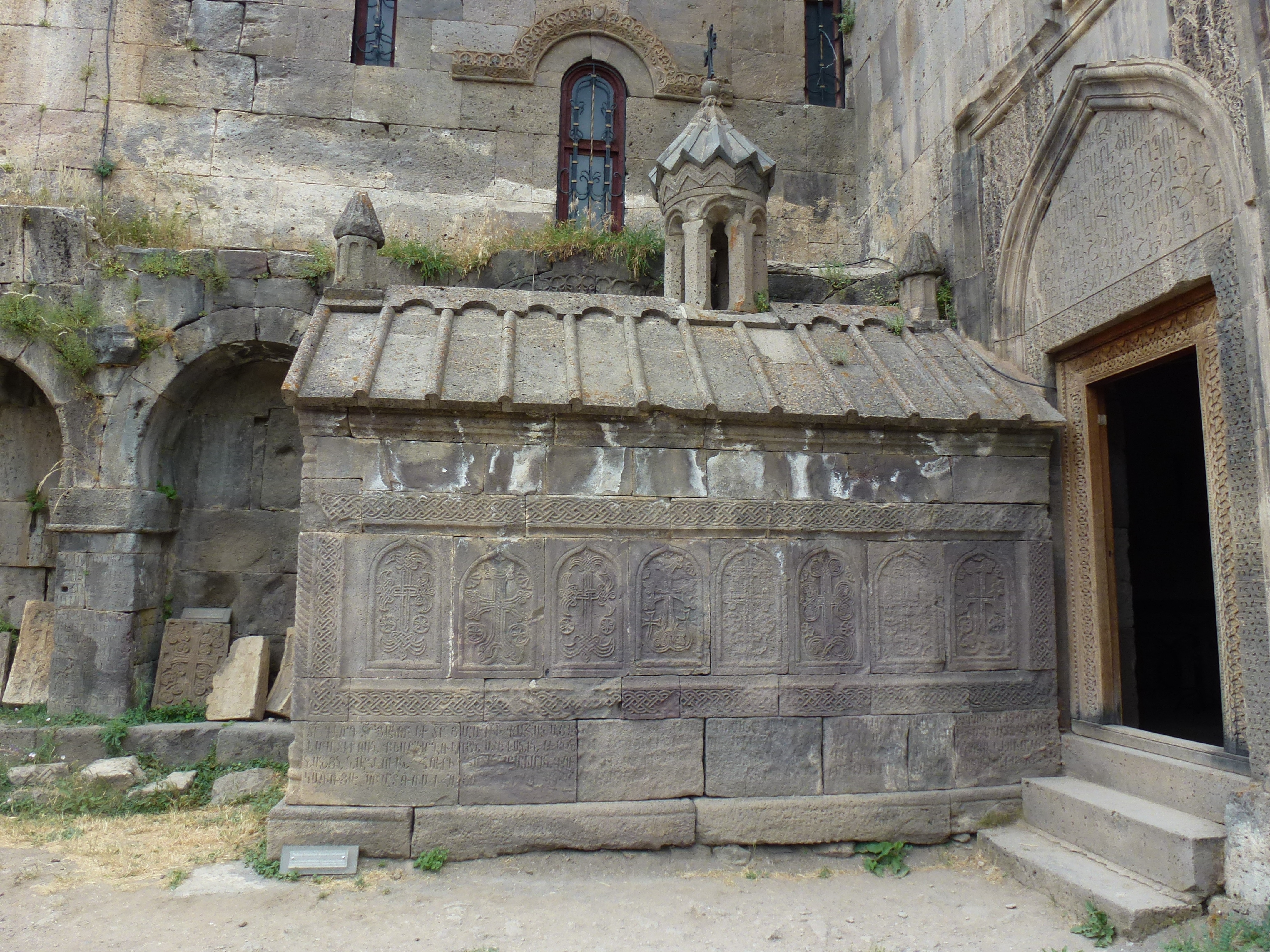
graftombe van Grigor Tatevatsi

Het jaar 1409 is het 9e jaar in de 15e eeuw volgens de christelijke jaartelling.

## Gebeurtenissen
januari
- 18 - Koning Wenceslas IV van Bohemen bepaalt, dat de Boheemse regio drie van de vier stemmen in het bestuur van de Karelsuniversiteit krijgt. De andere drie regio's moeten het gezamenlijk met één stem doen, voornamelijk om de opkomende verduitsing tegen te gaan. Het "Decreet van Kutná Hora" leidt ertoe dat de Universiteit van Praag verandert in een regionaal onderwijsinstituut. Van de 200 doctors en magisters, 500 bachelors en 30.000 studenten verlaten er tussen de 5000 en 20.000 de onderwijsinstelling, hetgeen leidt tot de oprichting op 2 december van de Universiteit Leipzig.

maart
- 9 - Verdrag van Chartres: Jan zonder Vrees erkent verantwoordelijkheid voor de moord op Lodewijk I van Orléans, en ontvangt vergiffenis.
- 25 - Begin van het Concilie van Pisa: Een groep kardinalen komt bijeen in een poging het Westers Schisma op te lossen. De elkaar bestrijdende pausen Gregorius XII (in Rome) en Benedictus XIII (in Avignon) worden afgezet, en Petrus Philarges wordt tot paus gekozen. De beide pausen erkennen hun afzetting niet, zodat er nu drie elkaar bestrijdende pausen zijn.

juni
- 26 - Petrus Philarges wordt tot paus gekroond en neemt de naam Alexander V aan.
- 30 - Slag bij Sanluri: De Aragonezen onder Martinus I van Sicilië verslaan lokale Sardijnse troepen tijdens een operatie om het eiland te heroveren.
- juni - Filips de Goede trouwt met Michelle van Valois, dochter van koning Karel VI

juli
- 16 - Anton van Bourgondië trouwt met Elisabeth van Görlitz

november
- 25 - In Amsterdam wordt de Nieuwe Kerk ingewijd. Maar de bouw zal nog lange tijd voortgaan.

december
- 2 - De Universiteit Leipzig wordt gesticht.
- 2 - De eerste twee burgemeesters van Antwerpen worden aangesteld: één burgemeester wordt gekozen uit de schepenen en één uit de notabelen die niet in het stadsbestuur zetelen. Samen controleren zij de machtige ambachten van de stad. De macht wordt gedeeld en in principe ook jaarlijks vervangen.

zonder datum
- Koning Ladislaus van Napels verkoopt Dalmatië aan Venetië.
- Mönlam, het grote Tibetaanse gebedsfestival, wordt voor het eerst gehouden.
- Het Tibetaanse Ganden-klooster wordt gesticht.
- De Universiteit van Aix-en-Provence wordt gesticht.
- Jan V van Arkel onderwerpt zich als leenman aan Reinoud IV van Gelre, in ruil voor steun in de Arkelse Oorlogen.
- In het Calfvel beperkt Jan zonder Vrees de macht van de Brugse ambachten.
- Jan zonder Vrees stelt de Orde van de Hop in.
- oudst bekende vermelding: Backemoor, Birdaard

## Kunst en literatuur
- Taddeo di Bartolo: De begrafenis van de maagd

## Opvolging
- Ayutthaya - Ramaracha opgevolgd door Intharacha
- Bosnië - Stefanus Tvrtko II opgevolgd door Stefanus Ostoja
- Liegnitz - Ruprecht I opgevolgd door zijn broer Wenceslaus II
- Mömpelgard - Everhard III van Württemberg opgevolgd door zijn zoon Everhard IV van Württemberg
- Sicilië - Martinus I opgevolgd door zijn vader Martinus I van Aragon
- Texcoco - Techotlalatzin opgevolgd door zijn zoon Ixtlilxochitl I
- Transoxanië - Khalil Sultan opgevolgd door Ulug Bey
- Vietnam - Giản Định Đế opgevolgd door Trùng Quang Đế

## Afbeeldingen

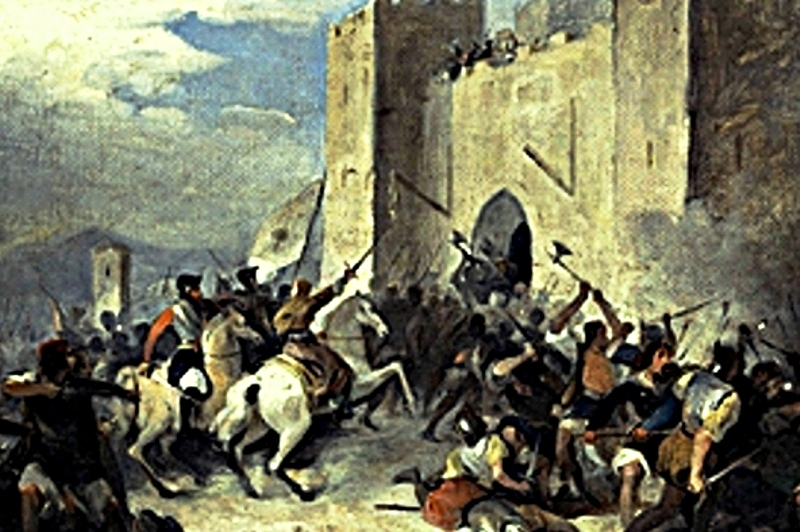
Slag bij Sanluri
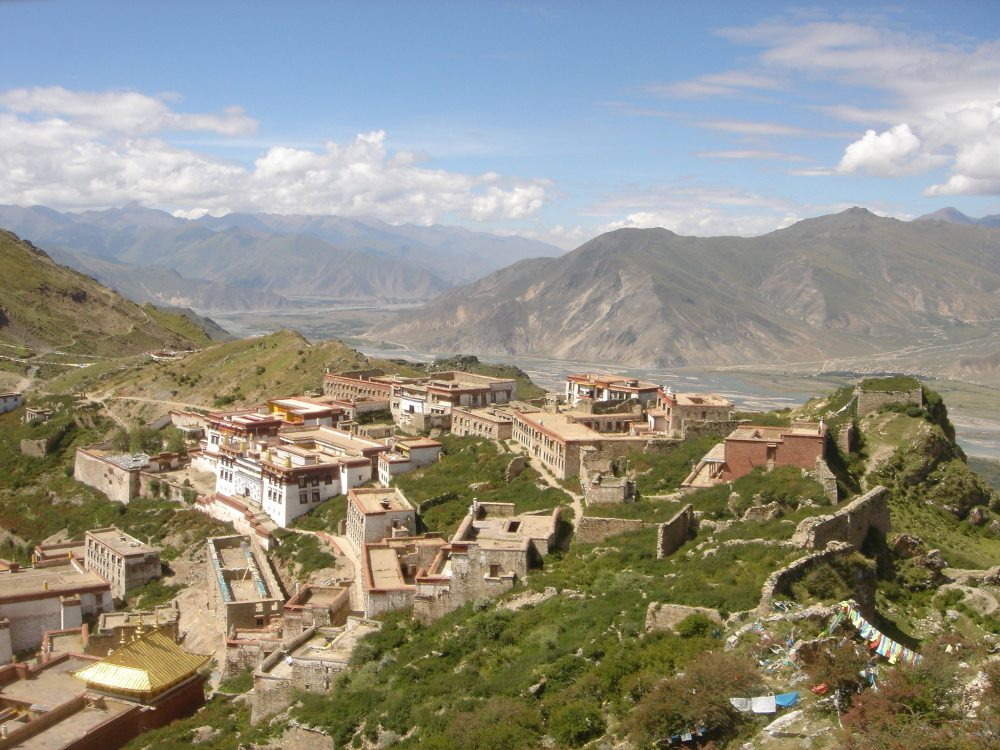
Gandenklooster
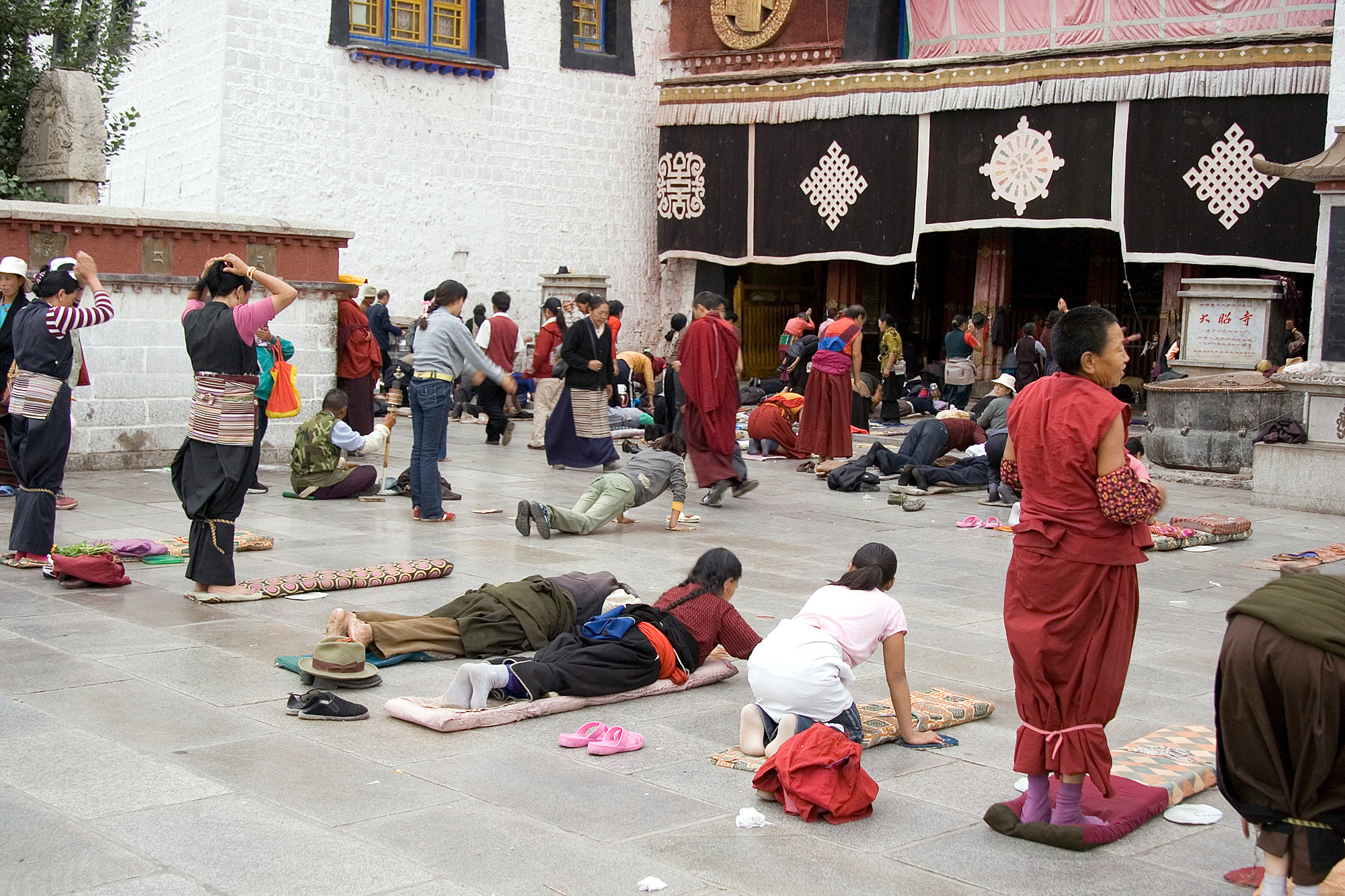
Mönlam

## Geboren
- 16 januari - René I van Anjou, koning van Napels (1435-1442)
- 28 februari - Elisabeth van Luxemburg, echtgenote van koning Albrecht II
- 2 maart - Jan II van Alençon, Frans edelman
- Giovanni Mocenigo, doge van Venetië (1478-1485)
- John Beaumont, Engels edelman
- Karel VIII, koning van Zweden (1448-1470) en Noorwegen (1449-1450)
- Thomas Palaiologos, despoot van Morea (1428-1460) en titulair keizer van Byzantium

## Overleden
- 12 januari - Ruprecht I van Legnica, Silezisch edelman
- 16 januari - Wolfert V van Borselen, Zeeuws edelman
- 9 april - Arend van Egmond, Hollands edelman en militair
- april - Francesc Eiximenis (~78), Aragonees schrijver
- 22 mei - Blanche van Engeland (~17), Engels prinses
- 1 augustus - Hedwig van Legnica (~58), Silezisch edelvrouw
- 13 september - Isabella van Valois (19), echtgenote van Richard II van Engeland
- 29 september - Margaretha van der Mark, Duits gravin
- 23 december - Gerard Scadde van Calcar, Nederlands kloosterling
- Filips II van Ville-sur-Illon, prinsbisschop van Toul
- Giản Định Đế, keizer van Vietnam (1407-1409)
- Johan van Hachberg, Duits edelman
- Martinus I (~34), koning van Sicilië (1402-1409)
- William Willoughby (~39), Engels edelman
- Grigor Tatevatsi (~63), Armeens filosoof en theoloog (jaartal bij benadering)